# Nahatlatch Provincial Park
Nahatlatch Provincial Park är en park i Kanada.   Den ligger i provinsen British Columbia, i den södra delen av landet, 3 300 km väster om huvudstaden Ottawa. Nahatlatch Provincial Park ligger 1 328 meter över havet.
Terrängen runt Nahatlatch Provincial Park är kuperad åt sydväst, men åt nordost är den bergig. Runt Nahatlatch Provincial Park är det mycket glesbefolkat, med 2 invånare per kvadratkilometer.. Det finns inga samhällen i närheten.
I omgivningarna runt Nahatlatch Provincial Park växer i huvudsak barrskog.